# Списак Илира
Списак Илира.

## Илирски краљеви и краљице
Главни чланак: Илирски владари.
- Агрон, краљ из III века п. н. е.
- Теута, краљица из III века п. н. е.
- Генције, краљ 181–168. п. н. е.
- Балајос, краљ после 168. п. н. е.

## Римски цареви
- Константин I
- Диоклецијан
- Клаудије II Готски
- Аурелијан
- Тацит
- Константин III (византијски цар)

## Византијски цареви
- Јустин I
- Јустинијан I
- Анастасије I

## Остали Илири
- Свети Јероним, преводилац Библије